# Habropogon aerivagus
Habropogon aerivagus là một loài ruồi trong họ Asilidae. Habropogon aerivagus được Séguy miêu tả năm 1953. Loài này phân bố ở vùng Cổ Bắc giới và nhiệt đới châu Phi.